# Шумілін Сергій Іванович
Шумілін Сергій Іванович (рос. Шумилин Сергей Иванович, 21 лютого 1990, Москва) — російський футболіст, півзахисник барнаульського «Динамо».